# Przejście graniczne Nowe Chałupki-Bohumín
Przejście graniczne Nowe Chałupki-Bohumín – polsko-czeskie drogowe przejście graniczne położone w województwie śląskim, w powiecie raciborskim, w gminie Krzyżanowice, w miejscowości Chałupki, zlikwidowane w 2007.

## Opis
19 stycznia 2007 o godzinie 11.00 został uruchomiony ruch graniczny na nowym moście w Chałupkach. Do chwili wymiany not dyplomatycznych dotyczących formalnego otwarcia nowego przejścia granicznego, możliwy był tu czasowo ruch graniczny dla rowerzystów, motocykli, pojazdów osobowych, autobusów i pojazdów ciężarowych bez ograniczenia tonażu. Czasowy ruch został wprowadzony na podstawie art.7 Umowy polsko-czeskiej o przejściach granicznych, o przejściach na szlakach turystycznych. Z taką inicjatywą wystąpił Wojewoda Śląski ze względu na potrzeby gospodarcze i społeczne na co przystała strona czeska. Jednocześnie na prośbę strony czeskiej ograniczony został ruch na dotychczasowym moście w Chałupkach do ruchu pieszego i rowerami.
Przejście graniczne Nowe Chałupki-Bohumín z miejscem odprawy granicznej po stronie polskiej w miejscowości Chałupki zostało otwarte 26 września 2007. Czynne było całą dobę. Dopuszczony był ruch pieszych, rowerzystów, motocykli, autokarów, samochodów osobowych i ciężarowych oraz mały ruch graniczny. Kontrolę graniczną osób, towarów i środków transportu wykonywała Placówka Straży Granicznej w Chałupkach (Placówka SG w Chałupkach).
Granica państwowa przekraczana była na nowym moście granicznym w Chałupkach. Po stronie polskiej prowadziła do przejścia droga krajowa nr 78 (trasa Chałupki – Wodzisław Śląski – Rybnik – Gliwice). Pośrednio (poprzez 78) wiele pojazdów dojeżdżało do przejścia drogami: 45 od strony Raciborza i Kędzierzyna-Koźla, 932 od strony Żor, Tychów i Katowic oraz 933 od strony Jastrzębia-Zdroju, Pszczyny i Oświęcimia.
21 grudnia 2007 na mocy układu z Schengen przejście graniczne zostało zlikwidowane.

## Galeria

Przejście graniczne Nowe Chałupki-Bohumín
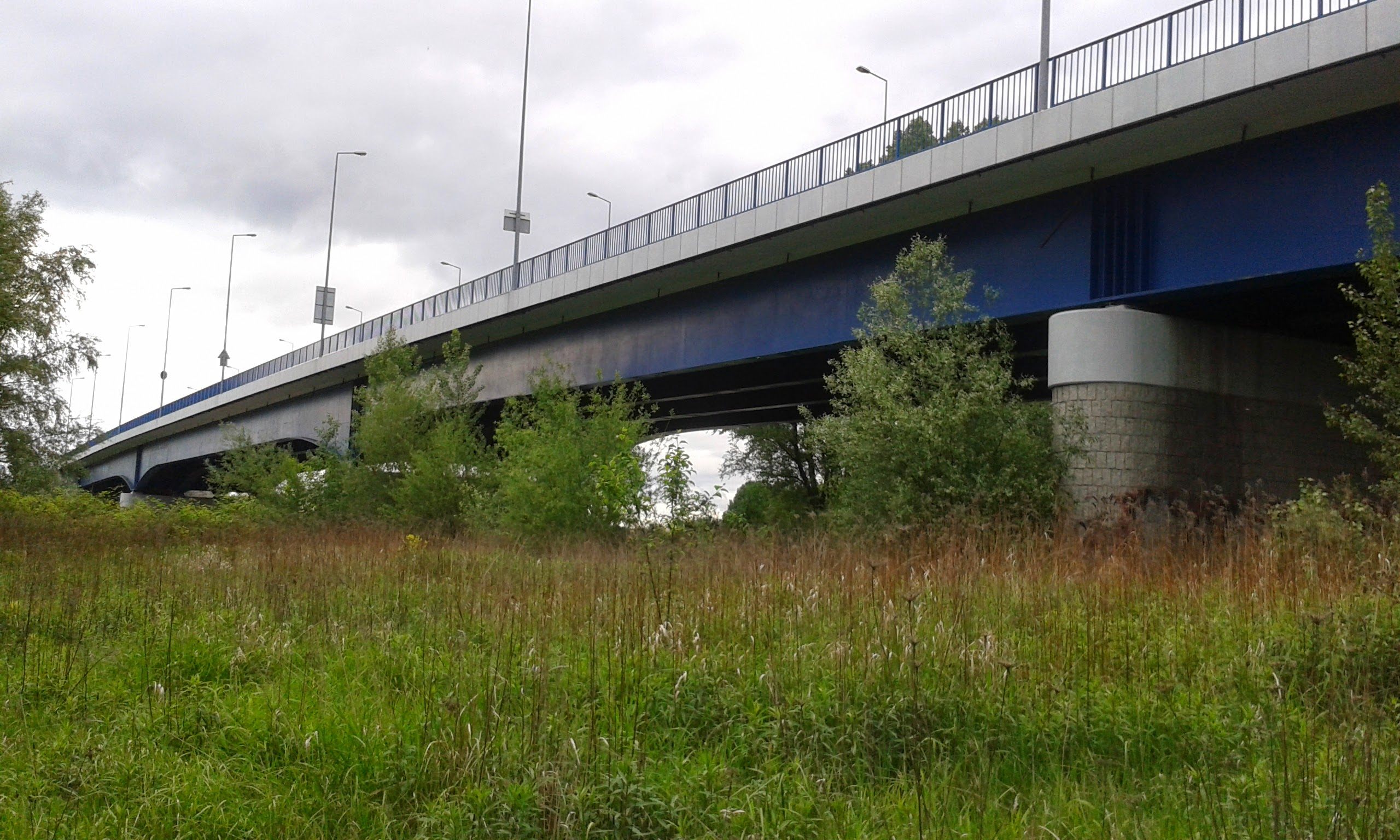
Nowy most graniczny nad Odrą w Starym Boguminie (maj 2014)
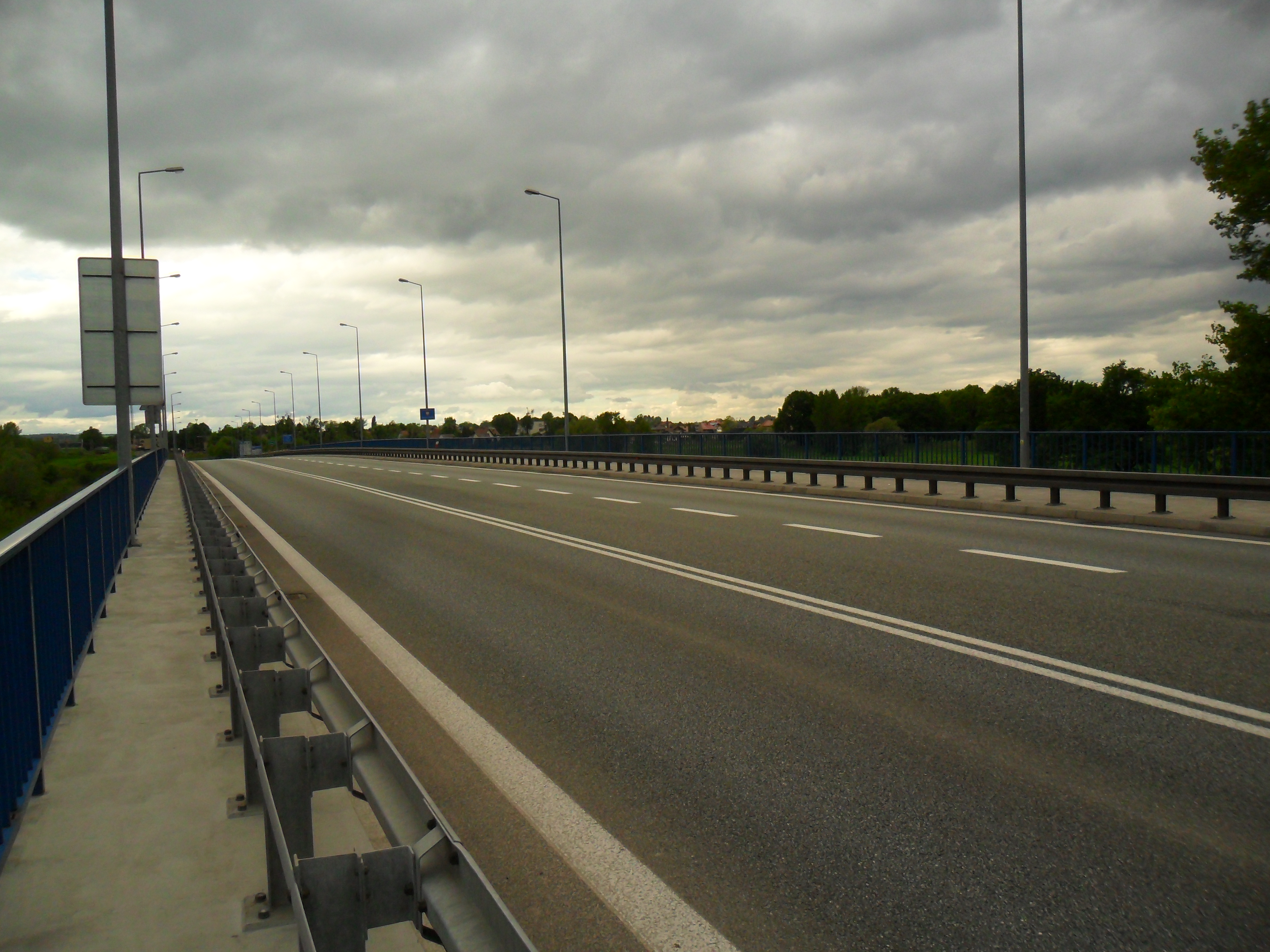
Nowy most graniczny nad Odrą w Starym Boguminie (maj 2014)